# 徐坤 (射击运动员)
徐坤（1980年8月10日—），江苏盐城人，中国男子射击运动员。

## 生平
徐坤在16歲時於南京的業餘射擊隊接受訓練，教練是唐文俊。翌年，即1997年加入江蘇隊，教練為殷京林。3年後，徐入選國家隊，他於省隊的教練殷京林在2002年前依是徐坤的教練。隨後鄭光偉成為他的教練3年，之後就由王義夫接任成他的教練。
在2003年，即入選國家隊的第3年，他於南韓的世界杯男子個人手槍小項的亞軍。2005年十運會射擊項目男子個人手槍小項決賽中，他以660.1環為東道主江蘇在最後一天的射擊比賽中奪得第二面的金牌。
2006年6月的意大利米蘭站世界杯中，徐坤於男子個人手槍慢射小項決賽中以0.2環壓過對手，為中國在這站賽事內摘下第7個冠軍。多哈亚运会中，徐和队友谭宗亮、庞伟夺得男子50米手枪慢射团体冠军。之后在同日以663.8環贏得男子個人50米手槍慢射小項的金牌。2007年12月6日，徐坤在科威特举行的第11届亚洲射击锦标赛男子50米手枪慢射比赛中，以662.3环的成绩获得冠军。